# Serviço Florestal dos Estados Unidos
O Serviço Florestal dos Estados Unidos (em inglês:  United States Forest Service) é uma agência do Departamento de Agricultura dos Estados Unidos que administra as 154 florestas e 20 pradarias nacionais dos Estados Unidos. As principais divisões da agência incluem o Sistema Nacional de Florestas, a Silvicultura Estatal e Privada e o ramo de Investigação e Desenvolvimento.

## Ver Também
- Presidência de Theodore Roosevelt